# Shinano, Nagano
Shinano (japanska: 信濃町?, Shinano-machi) är en landskommun (köping) i Nagano prefektur i Japan.  